# Căciulești
Căciulești – wieś w Rumunii, w okręgu Neamț, w gminie Girov. W 2011 roku liczyła 591 mieszkańców.